# マティチョン
『マティチョン』（タイ語: มติชน）は、タイのタイ語日刊新聞。1978年1月9日 に創刊。マティチョン・グループのマティチョン社が発行。

## 概要
カンチャイ・ブンパーンによって創刊された。2005年、GMMグラミー社（タイ語: จีเอ็มเอ็ม แกรมมี่）がマティチョン社に対して敵対買収を仕掛けたが、和解した。
2019年4月1日、タイ王室が日本の皇室ともゆかりの深いタイでは、日本政府が新元号「令和」を公表したことをタイメディアは次々と報じ、『マティチョン』は「日本政府が新たな元号『令和』を発表し、5月1日から使われる」と伝え、内閣官房長官菅義偉が発表した際の写真も掲載した。
2020年3月16日、パンデミックとなった新型コロナウイルス感染症が蔓延する中、日本人に対する風評被害というべき事案が頻発し、状況を受け梨田和也在タイ日本国大使館特命全権大使がタイ人の理解を求める手紙を書き、『マティチョン』に掲載された。